# Раковиця (Хорватія)
45°01′ пн. ш. 15°39′ сх. д. / 45.01° пн. ш. 15.65° сх. д.
Раковиця (хорв. Rakovica) – громада і населений пункт в Карловацькій жупанії Хорватії.

## Населення
Населення громади за даними перепису 2011 року становило 2 387 осіб. Населення самого поселення становило 310 осіб.
Динаміка чисельності населення громади:
Динаміка чисельності населення центру громади:

## Населені пункти
Крім поселення Раковиця, до громади також входять:
- Басара
- Брайдич-Село
- Брезоваць
- Брочанаць
- Чартня
- Чуїч-Брдо
- Драге
- Дрежник-Град
- Горня Мочила
- Грабоваць
- Іриноваць
- Ямар'є
- Єлов Кланаць
- Корана
- Коранський Луг
- Кордунський Лєсковаць
- Корита
- Липоваць
- Липовача
- Машвина
- Нова Кршля
- Оштарський Становий
- Раковицько-Селище
- Садиловаць
- Селище Дрежницько
- Стара Кршля